# سعيد بن ناصر الغامدي
سعيد بن ناصر الغامدي ( من مواليد 28 ديسمبر 1961) أكاديمي سعودي، وعالم إسلامي، وباحث في المذاهب الدينية المعاصرة. ولد في المملكة المملكة العربية السعودية واشتهر بمؤلفاته في مختلف المواضيع الإسلامية.

## النشأة والتعليم
ولد الغامدي في 28 ديسمبر 1961 في المملكة العربية السعودية. وفي عام 1982 حصل على درجة البكالوريوس من كلية الشريعة وأصول الدين. ثم حصل في عام 1990 على درجة الماجستير في العقيدة الإسلامية والعقيدة الدينية المعاصرة من جامعة الإمام محمد بن سعود الإسلامية (IMSIU). وفي وقت لاحق، في عام 1999 حصل على درجة الدكتوراه. من جامعة الملك خالد في العقيدة الإسلامية والعقيدة الدينية المعاصرة.

## حياة مهنية
بدأ الغامدي مسيرته المهنية عام 1999 كمدرس مساعد في قسم العقيدة الإسلامية والعقيدة الدينية المعاصرة في جامعة الملك خالد.
له مؤلفات وكتب في عدة مجالات منها المصطلح، والصدمة الثقافية، والبدع، وصفات الله، والنبوات، والعقيدة، والإيمان، والدعاة.
تم التعرف على العديد من مقالاته في زاوية محاجة. كما كتب في صحيفة الرسالة التي تصدر في زاوية العواصم.
مؤخرًا عمل معيدًا في جامعة الملك عبد العزيز في جدة، المملكة العربية السعودية.
اعتبارًا من عام 2022، يعمل الغامدي رئيسًا لمجلس أمناء مؤسسة سند لحقوق الإنسان ومشرفًا على وحدة البحث العلمي. بالإضافة إلى ذلك، يشغل منصب الأمين العام لمنتدى العلماء

## وصلات خارجية
- الموقع الرسمي
- منتدى العلماء
- Twitter
- YouTube